# Wayne Brady
Wayne Alphonso Brady (Columbus, Georgia, 2 de junio de 1972) es un actor, cantante, comediante, presentador de programas de juegos y personalidad de televisión estadounidense. Es un personaje habitual de la versión estadounidense de la serie de comedia de improvisación de televisión Whose Line Is It Anyway? Fue el presentador del programa de entrevistas diurno The Wayne Brady Show, fue el presentador original de Don't Forget the Lyrics de Fox! y ha sido anfitrión de Let's Make a Deal desde su vuelta a la actividad en 2009. Brady también actuó en el musical Kinky Boots en Broadway, por el cual ganó un Premio Tony por su papel de Simon, desde noviembre de 2015 hasta marzo de 2016, y como James Stinson en la serie de televisión estadounidense How I Met Your Mother.
Brady ha ganado cinco Premios Emmy, consiguiendo el primero por su trabajo en Whose Line Is It Anyway? en 2003, dos más en el siguiente año por The Wayne Brady Show y dos por Let's Make a Deal. También fue nominado a un Premio Grammy en 2009 a Mejor Interpretación Vocal de R&B Tradicional, por su versión de la canción de Sam Cooke "A Change Is Gonna Come".

## Primeros años
Brady nació en Columbus, Georgia, de padres antillanos y se mudó a Orlando, Florida, cuando era un niño pequeño para vivir con su abuela y tía. Brady se refiere a su abuela, Valerie Petersen, como su "mamá", ya que ella lo crio.
A los 16 años, Brady comenzó a actuar en el teatro comunitario y en la compañía de improvisación de Orlando SAK Comedy Lab, donde comenzó a desarrollar sus habilidades de improvisación. Asistió a la escuela secundaria Dr. Phillips en Orlando, de la cual se graduó en 1989. En 1990 se matriculó en la Universidad de Miami. En 1996, se mudó a Los Ángeles donde continuó desarrollando sus habilidades de actuación.

## Carrera profesional
Brady apareció por primera vez en la televisión nacional como concursante recurrente en el concurso de sketches de comedia Kwik Witz de 1996 a 1999, apareciendo con mayor frecuencia como socios con Frank Maciel. Brady fue uno de los artistas de teatro de improvisación en la versión original (británica) de Whose Line Is It Anyway?, junto con Ryan Stiles, Colin Mochrie y el presentador Clive Anderson en 1998 cuando se filmó la última temporada en Hollywood, después de lo cual se convirtió en un habitual de la versión estadounidense, conducida por Drew Carey, que fue su primera exposición televisiva en Estados Unidos.
En 2003, Brady ganó un Premio Primetime Emmy por Mejor Actuación Individual en un Programa de Variedades o Música por su trabajo en el programa, es la única persona en ganar el premio por una serie de televisión, a diferencia de un especial, desde Dana Carvey en 1993.
Pasó a protagonizar su propio programa de variedades en ABC en 2001, The Wayne Brady Sho, y un programa de entrevistas diurno del mismo nombre en 2002, que duró dos temporadas y ganó cuatro Daytime Emmy Awards, dos de los cuales fueron para Brady por Presentador sobresaliente de un programa de entrevistas. Brady actuó como estrella invitada en The Drew Carey Show en 1999 y 2000 para participar en "Drew Live" y "Drew Live II". En el programa, Brady jugó varios juegos tomados de Whose Line Is It Anyway? con otros personajes.
En 2004, Brady se unió al renacimiento de Broadway del musical de Chicago, interpretando el papel del abogado Billy Flynn. Apareció brevemente en el episodio final de la temporada de 2004 de la comedia Reno 911!. Apareció como estrella invitada en la exitosa serie Stargate SG-1 de Sci Fi Channel interpretando a Trelak, el primer Prime de Goa'uld System Lord Ares. Apareció en Chappelle's Show, burlándose de su personalidad impecable.
Brady escribió y cantó el tema principal de la serie animada de Disney The Weekenders. En 2005, cantó y grabó la canción original de Disney de Jim Brickman "Beautiful" (una versión del éxito de All-4-One de 2002 "Beautiful As You") y su versión navideña.
En 2006, Brady se convirtió en el presentador de That's What I'm Talking About de TV Land, un programa de entrevistas que analiza el papel de los afroamericanos en la industria del entretenimiento. Del 29 de agosto al 29 de septiembre de 2006, Brady presentó el programa de Fox Celebrity Duets.
Brady hizo varias apariciones especiales en la sitcom de CBS How I Met Your Mother, interpretando a James Stinson, el hermano homosexual del personaje de Neil Patrick Harris, Barney Stinson. Brady también apareció como estrella invitada para el programa de MTV Wild 'N Out y prestó su voz para el programa de Adult Swim Robot Chicken.
Brady actuó como estrella invitada en la comedia de CBC Getting Along Famously junto al coprotagonista de Whose Line is It Anyway? Colin Mochrie. Apareció en el episodio "You Don't Know Jack" del programa de televisión Dirt y fue una estrella invitada en 30 Rock como Steven Black, la cita de Liz Lemon para los Source Awards. Fue coanfitrión del breve programa de VH1 Vinyl Justice en 1998. En 2007, protagonizó la película The List de ABC Family. Protagonizó Flirt, un episodio piloto de una comedia que no fue elegida por la cadena.
Brady actuó como estrella invitada como Louis, el hermano menor de Julius Rock en la serie de comedia Todo el mundo odia a Chris, y presentó un programa de juegos de canto llamado Don't Forget the Lyrics! en Fox hasta su cancelación en junio de 2009. Interpretó "Wayne Brady: Making $%!t Up" en el Venetian Hotel en Las Vegas cuatro noches a la semana.
Apareció en dos episodios de Kevin Hill. El álbum debut de Brady fue lanzado el 16 de septiembre de 2008. La versión de Brady de "A Change is Gonna Come" de Sam Cooke le valió una nominación al premio Grammy en la categoría de Mejor Interpretación Vocal de R&B Tradicional.
Brady comenzó a presentar una versión actualizada del programa de juegos Let's Make a Deal para CBS en octubre de 2009, el cual se grabó en el Tropicana Resort and Casino en Las Vegas y actualmente ee grabado en Los Ángeles. El espectáculo reemplazó a la telenovela Guiding Light, que puso fin a su larga duración. El presentador original de Let's Make a Deal fue Monty Hall, quien se desempeñó como consultor para el nuevo programa hasta su muerte en 2017. Drew Carey actualmente presenta The Price Is Right y, por lo tanto, ambos programas de juegos en la alineación diurna de CBS (a partir de septiembre de 2019) tienen la distinción de ser presentados por un exalumno de Whose Line Is It Anyway?
Brady fue el presentador invitado en el episodio del 3 de mayo de 2010 de WWE Raw, donde estuvo involucrado en un segmento en el ring con Edge y Randy Orton, donde finalmente Orton le hizo RKO. Más tarde ese año, en agosto, Brady interpretó a Tom Collins en una producción teatralizada de Rent en el Hollywood Bowl. La producción fue dirigida por Neil Patrick Harris.
Brady apareció junto al locutor de Let's Make a Deal, Jonathan Mangum, en dos episodios de Fast and Loose, una serie de improvisación en BBC2 presentada por Hugh Dennis, en enero de 2011. Luego, con Holly Robinson Peete, fue coanfitrión de la 42ª edición de los NAACP Image Awards el 4 de marzo de 2011.
El 3 de mayo de 2011, apareció en Dancing With The Stars como el actor principal, en un homenaje a James Brown, celebrando lo que habría sido el 78 cumpleaños de Brown en el segmento de Macy's Stars of Dance. También fue un invitado especial en Improv-A-Ganza, de Drew Carey, en GSN.
Brady hizo un cameo en la canción de 2011 "Dedication To My Ex (Miss That)" de Lloyd con Lil Wayne y Andre 3000, narrando la sección de la canción de Lil Wayne. Apareció como estrella invitada especial en el episodio del 14 de marzo de 2012 de la serie de televisión Psych.
Brady protagonizó la serie de comedia de improvisación de ABC 2012, Trust Us with Your Life y regresó para el resurgimiento de la serie de The CW Whose Line Is It Anyway? en el verano de 2013.
Brady actuó como estrella invitada como Don en el episodio de Phineas y Ferb "¿Dónde está Pinky?" el 7 de junio de 2013 y del 9 al 13 de febrero de 2015, fue el anfitrión invitado de The Late Late Show en CBS.
En noviembre de 2015, Brady reemplazó a Billy Porter como Lola en Kinky Boots en Broadway hasta marzo de 2016.
Brady asumió el papel principal de Aaron Burr en la producción del PrivateBank Theatre de Hamilton en Chicago del 17 de enero al 9 de abril de 2017.
En 2018, Brady comenzó un papel recurrente en el drama de ciencia ficción Colony como Everett Kynes, el administrador de la colonia de Seattle y creador de un algoritmo utilizado para clasificar e identificar personas.
El 29 de abril de 2018, Brady ganó por primera vez el Daytime Emmy Award al mejor presentador de programa de juegos por Let's Make A Deal, después de siete nominaciones anteriores.
En noviembre de 2018, Brady comenzó a hacer apariciones como la Dra. Reese Buckingham en The Bold and the Beautiful.
El 10 de octubre de 2019, apareció en un documental de YouTube de 30 minutos llamado Laughing Matters. creado por SoulPancake en colaboración con Funny or Die, en el que una variedad de comediantes discuten sobre salud mental.
El 18 de diciembre de 2019, fue nombrado ganador de la segunda temporada de The Masked Singer, donde se reveló que interpretó a "Fox".
A partir de 2020, Brady interpreta un papel recurrente importante durante la tercera temporada de la serie dramática de superhéroes de The CW Black Lightning, como el personaje de DC Comics Tyson Sykes / Gravedigger. También se anunció que había creado un programa de reality show competitivo para transmitirse en BYU TV llamado Comedy IQ de Wayne Brady, en el cual se les enseñarían habilidades a adolescentes y competirían en desafíos semanales.
Más tarde, Brady apareció como panelista invitado en la cuarta temporada de The Masked Singer, donde también cantó "Memories" de Maroon 5 como "Mr. TV" al comienzo del sexto episodio.
El 28 de diciembre de 2020, se anunció que Brady protagonizaría a Django en un concierto de presentación a beneficio de Ratatouille, The Musical, un fenómeno de Internet que se originó en TikTok, inspirado en la película de 2007 de Disney / Pixar. El concierto se transmitió exclusivamente en TodayTix el 1 de enero de 2021 y recaudaron más de $ 1 millón para The Actors Fund.

## Vida personal

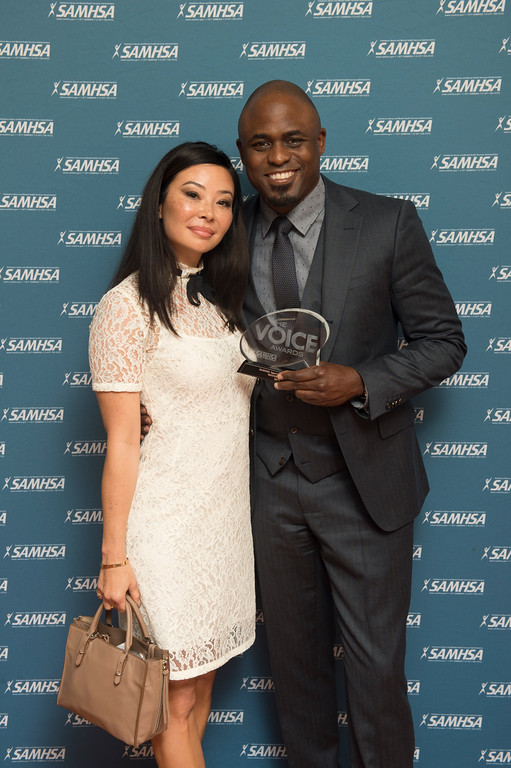
Brady y Taketa en 2015

Brady se ha casado dos veces. Se casó con Diana Lasso el 31 de diciembre de 1993. Se divorciaron el 21 de septiembre de 1995. El 3 de abril de 1999 se casó con la bailarina Mandie Taketa. Taketa y él tienen una hija llamada Maile Masako Brady, nacida el 3 de febrero de 2003. Brady y Taketa se separaron el 5 de abril de 2006 y Taketa solicitó el divorcio el 2 de julio de 2007.
En 2007, Brady se convirtió en patrocinador oficial de La casa de caridad de Ronald McDonald y es miembro de su junta de celebridades Friends of RMHC.
En 2013, Bill Maher comparó a Brady con el presidente Barack Obama, en el sentido de que, en la cultura popular, ambos supuestamente "no eran lo suficientemente negros". Brady discrepó de esta declaración, sugiriendo que Maher debería "tener cuidado cuando hace declaraciones como esa" porque permitirá a sus espectadores hacer las mismas suposiciones estereotipadas sobre la gente negra.
Cuando era niño, Brady desarrolló un tartamudeo. Esto lo llevó a ser acosado por otros niños, lo que le provocó mucha ansiedad.
Brady ha sufrido depresión clínica. En su cumpleaños número 42, en 2014, tuvo un colapso mental y luego le agradeció a Taketa por ayudarlo a recuperarse.
Brady es un miembro honorario de la fraternidad Phi Beta Sigma.

## Filmografía

### Cine
| Año  | Título                                                 | Papel                 | Notas                         |
| ---- | ------------------------------------------------------ | --------------------- | ----------------------------- |
| 2004 | Clifford's Really Big Movie                            | Shackelford           | Papel de voz                  |
| 2004 | Going to the Mat                                       | Mason Wyatt           |                               |
| 2005 | Roll Bounce                                            | D. J. Johnny Feelgood |                               |
| 2005 | Stuart Little 3: Call of the Wild                      | Rico                  | Papel de voz; directo a video |
| 2006 | The Adventures of Brer Rabbit                          | Brer Wolf             | Papel de voz; directo a video |
| 2006 | Crossover                                              | Vaughn                |                               |
| 2007 | The List                                               | Lewis                 |                               |
| 2012 | Foodfight!                                             | Daredevil Dan         | Rol de voz                    |
| 2013 | ¡Scooby Doo! Stage Fright                              | Brick Pimiento        | Papel de voz; directo a video |
| 2013 | 1982                                                   | Alonzo                |                               |
| 2014 | The Hero of Color City                                 | Blue                  | Papel de voz                  |
| 2015 | VeggieTales: Noah´s Ark                                | Shem                  | Papel de voz; directo a video |
| 2016 | Todrick Hall: Straight Outa Oz                         | Padre de Todrick      | Álbum visual                  |
| 2020 | Phineas y Ferb la película: Candace contra el universo | Puño de la grapadora  | Papel de voz                  |
| 2024 | Self Reliance                                          | TBA                   |                               |

### Televisión
| Año                    | Título                        | Papel                                       | Notas |
| ---------------------- | ----------------------------- | ------------------------------------------- | --- |
| 1990                   | Superboy                      | John                                        | Episodio: "The Sons of Icarus"                                                                                    |
| 1993                   | I'll Fly Away                 | Damon                                       | 2 episodios |
| 1993                   | In the Heat of the Night      | Henry Ulmer                                 | Episodio: "Hatton's Turn" (Parts 1 & 2)                                                                           |
| 1997–1999              | Kwik Witz                     | Himself                                     | Improvisación sindicada                                                                                           |
| 1998                   | Whose Line Is It Anyway? (UK) | Himself                                     | 3 episodios en Series 10                                                                                          |
| 1998–2006 2013–present | Whose Line Is It Anyway? (US) | Sí mismo                                    | Protagonizando: Temporadas 2–7, 9–; Recurrentes: Temporadas 1 & 8 También como productor ejecutivo (Temporada 9–) |
| 1999, 2000             | The Drew Carey Show           | Sí mismo                                    | "Drew Live" y "Drew Live II" (episodios improvisados)                                                             |
| 2000                   | Batman Beyond                 | Micron                                      | Episodio: "The Call" (Partes 1 & 2)                                                                               |
| 2000                   | Geppetto                      | Lazardo V The Magician                      | Telefilme |
| 2001–2004              | The Wayne Brady Show          | Presentador                                 | Shows de variedad                                                                                                 |
| 2002                   | Miss America                  | Presentador                                 | |
| 2003                   | The Electric Piper            | Sly (voz)                                   | Telefilme |
| 2004                   | Chappelle's Show              | Sí mismo                                    | 2 episodios |
| 2004                   | Sesame Street                 | Sí mismo                                    | |
| 2005                   | Stargate SG-1                 | Trelak                                      | Episodio: "It's Good to be King"                                                                                  |
| 2006–2008              | Everybody Hates Chris         | Louis                                       | 2 episodios |
| 2006                   | Robot Chicken                 | Pegasus 'Sunny Muffin' / Salam Fayyad (voz) | Episodio: "Adoption's an Option"                                                                                  |
| 2006                   | Crossover                     | Vaughn                                      | |
| 2006                   | Shorty McShorts' Shorts       | Cameron                                     | Voz; 3 episodios                                                                                                  |
| 2006–2014              | How I Met Your Mother         | James Stinson                               | 13 episodios |
| 2007                   | 30 Rock                       | Steven Black                                | Episodio: "The Source Awards"                                                                                     |
| 2007                   | Dirt                          | Henchman                                    | Episodio: "You Don't Know Jack"                                                                                   |
| 2007–2009              | Don't Forget the Lyrics!      | Presentador                                 | |
| 2009–present           | Let's Make a Deal             | Presentador                                 | |
| 2010                   | WWE Raw                       | Sí mismo                                    | |
| 2011                   | Fast and Loose                | Sí mismo                                    | Improvisación de RU; 2 episodios                                                                                  |
| 2011                   | Are We There Yet?             | Devin                                       | "The Man and the Bragging Snafu Episode"                                                                          |
| 2011                   | Drew Carey's Improv-A-Ganza   | Sí mismo                                    | 5 episodios |
| 2011                   | RuPaul's Drag Race 3          | Él mismo/Juez invitado                      | Episodio: "RuPaul's Hair Extravaganza"                                                                            |
| 2012–2013              | American Dad!                 | Cuba Gooding Jr. / Tungee (voz)             | 3 episodios |
| 2012                   | Trust Us with Your Life       | Sí mismo                                    | 7 episodios |
| 2012                   | Psych                         | Hilton Fox                                  | Episodio: "Shawn and the Real Girl"                                                                               |
| 2013–2018              | Sofia the First               | Clover the Rabbit (voz)                     | Papel principal                                                                                                   |
| 2013                   | The Problem Solverz           | Uncle Chocofuss                             | Actor de voz invitado                                                                                             |
| 2013                   | So You Think You Can Dance    | Él mismo/Juez invitado                      | 2 episodios |
| 2013                   | Phineas and Ferb              | Don the City Hall Tour Guide                | Actor de voz invitado/Episodio: "Where's Pinky?"                                                                  |
| 2014                   | Hollywood Game Night          | Él mismo                                    | Episodio: "50 Charades of Grey"                                                                                   |
| 2014                   | So You Think You Can Dance    | Él mismo/Juez invitado                      | [ 39 ] |
| 2015                   | The Late Late Show            | Él mismo/Juez invitado                      | 5 episodios |
| 2016                   | Aftermath                     | Lamar 'Booner' Boone                        | 2 episodios |
| 2016–present           | The Loud House                | Harold McBride (voz)                        | Papel recurrente                                                                                                  |
| 2017                   | Drop the Mic                  | Sí mismo                                    | Episodio: "Wayne Brady vs. Jake Owen / Kenny G vs. Richard Marx"                                                  |
| 2018                   | Colony                        | Everett Kynes                               | Papel recurrente (Temporada 3)                                                                                    |
| 2018–2019              | The Bold and the Beautiful    | Reese Buckingham                            | Rol de contrato                                                                                                   |
| 2019                   | The Masked Singer             | Fox/Él mismo                                | Ganador de la Segunda Temporada                                                                                   |
| 2020                   | Black Lightning               | Tyson Sykes / Gravedigger                   | Papel recurrente (Temporada 3)                                                                                    |
| 2020                   | Wayne Brady's Comedy IQ       | Sí mismo                                    | 10 episodios |
| 2020                   | The Neighborhood              | Councilman Isaiah Evans                     | Episodio: "Welcome to the Campaign"                                                                               |
| 2020                   | Hell's Kitchen                | Él mismo                                    | Comensal invitado de Blue chef's table                                                                            |
| 2020                   | The Masked Singer             | Él mismo/Señor TV/Panelista invitado        | Temporada 4, Episodio 6                                                                                           |
| 2021                   | Game of Talents               | Presentador de juegos                       | |
| 2021                   | Mixed-ish                     | Geoffrey                                    | Episodio: "Every Little Step"                                                                                     |

### Videojuegos
| Año  | Título                                  | Papel |
| ---- | --------------------------------------- | ----- |
| 2008 | The Legend of Spyro: Dawn of the Dragon | Sparx |

## Teatro
| Año           | Producción                 | Papel                   | Lugar de eventos                                 | Localización       |
| ------------- | -------------------------- | ----------------------- | ------------------------------------------------ | ------------------ |
| 2004          | Chicago                    | Billy Flynn             | Teatro Ambassador                                | Broadway           |
| 2010          | Rent                       | Tom Collins             | Tazón de fuente de Hollywood                     | Los Ángeles        |
| 2014          | Kiss Me, Kate              | Fred Graham / Petruchio | Teatro de Pasadena                               | Pasadena           |
| 2015–16, 2018 | Kinky Boots                | Lola                    | Teatro Al Hirschfeld                             | Broadway           |
| 2016          | Conejo Blanco, Conejo Rojo | Solo                    | Teatro Westside                                  | Off-Broadway       |
| 2016          | Merrily We Roll Along      | Charley Kringas         | Centro Wallis Annenberg para las artes escénicas | Los Ángeles        |
| 2017          | Hamilton                   | Aaron Burr              | Teatro PrivateBank                               | Chicago            |
| 2019-2020     | Freestyle Love Supreme     | Él mismo                | Teatro de cabina                                 | Broadway           |
| 2021          | Ratatouille, The Musical   | Django                  | Virtual                                          | Concierto benéfico |

## Discografía
Álbumes
| Año  | Detalles del álbum                                                                              | Posición en listas | Posición en listas | Posición en listas |
| Año  | Detalles del álbum                                                                              | US                 | US R&B             | US Heat            |
| ---- | ----------------------------------------------------------------------------------------------- | ------------------ | ------------------ | ------------------ |
| 2008 | A Long Time Coming - Lanzamiento: 16 de septiembre de 2008 - Discográfica: Peak / Concord Music | 157                | 20                 | 2                  |
| 2011 | Radio Wayne - Lanzamiento: 31 de mayo de 2011 - Discográfica: Walt Disney                       | -                  | -                  | -                  |

Solistas
- 2000
  - Canción temática "The Weekenders"
- 2004
  - "Anonymous Heroes"
  - "Between" – Wayne Brady con Los Muppets de Barrio Sésamo
- 2005
  - "Beautiful" – Wayne Brady, acompañado al piano por el compositor Jim Brickman
  - "Don't Stop" – Jamie Jones con Wayne Brady y William Carthright
- 2008
  - "Ordinary"
- 2009
  - "FWB"
- 2013
  - "Whistle While I Work It" – Chester See interpretando a Tobuscus con Wayne Brady
- 2019
  - "Flirtin' With Forever"[46]

## Premios y nominaciones
| Año                                              | Asociación                                        | Categoría                                                                   | Trabajo nominado         |
| ------------------------------------------------ | ------------------------------------------------- | --------------------------------------------------------------------------- | ------------------------ |
| 2001                                             | Premios Primetime Emmy                            | Actuación individual sobresaliente en un programa de variedades o de música | Whose Line Is It Anyway? |
| 2002                                             | Premios Primetime Emmy                            | Actuación individual sobresaliente en un programa de variedades o de música | Whose Line Is It Anyway? |
| 2003                                             | Premios Primetime Emmy                            | Actuación individual sobresaliente en un programa de variedades o de música | Whose Line Is It Anyway? |
| Daytime Emmy Awards                              | Presentador destacado de programas de entrevistas | The Wayne Brady Show                                                        |                          |
| Daytime Emmy Awards                              | Presentador destacado de programas de entrevistas | The Wayne Brady Show                                                        | 2004                     |
| 2009                                             | Premios Grammy                                    | Mejor interpretación vocal tradicional de R&B                               | A Change Is Gona Come    |
| 2010                                             | Daytime Emmy Awards                               | Anfitrión sobresaliente del programa de juegos                              | Let´s Make a Deal        |
| 2011                                             | Daytime Emmy Awards                               | Anfitrión sobresaliente del programa de juegos                              | Let´s Make a Deal        |
| 2012                                             | Daytime Emmy Awards                               | Anfitrión sobresaliente del programa de juegos                              | Let´s Make a Deal        |
| 2013                                             | Daytime Emmy Awards                               | Anfitrión sobresaliente del programa de juegos                              | Let´s Make a Deal        |
| 2014                                             | Daytime Emmy Awards                               | Anfitrión sobresaliente del programa de juegos                              | Let´s Make a Deal        |
| Canción original excepcional                     | Daytime Emmy Awards                               | "30,000 Reasons to Love Me" de Let's Make a Deal (escritor de letras)       |                          |
| 2016                                             | Daytime Emmy Awards                               | Anfitrión de programa de juegos excepcional                                 | Let´s Make a Deal        |
| 2017                                             | Daytime Emmy Awards                               | Anfitrión de programa de juegos excepcional                                 | Let´s Make a Deal        |
| 2018                                             | Daytime Emmy Awards                               | Anfitrión de programa de juegos excepcional                                 | Let´s Make a Deal        |
| 2019                                             | Daytime Emmy Awards                               | Anfitrión de programa de juegos excepcional                                 | Let´s Make a Deal        |
| Mejor intérprete invitado en una serie dramática | Daytime Emmy Awards                               | The Bold and the Beautiful                                                  |                          |
| 2020                                             | Daytime Emmy Awards                               | Anfitrión sobresaliente del programa de juegos                              | Let´s Make a Deal        |